# Етноним
Етноним (от гръцки: ἔθνος, éthnos – нация и ὄνομα, ónoma – име) е названието на нации, народи, народности, племена, племенни съюзи, родове и др., както и етнически групи. Произходът и функционирането на етнонимите се изучава от етнонимиката, раздел на ономастиката.
Етнонимите могат да бъдат разделени на две категории: екзоними (името, с което даден народ се назовава от друг народ или народи) и автоними или ендоними (самоназвание). Например, „немци“ e славянският екзоним за германската народност в Германия и Австрия (руски немцы, сръбски Немци, хърватски Njemci, словенски и словашки nemci, чешки němci, полски niemcy. Самите немци използват автонима Deutsche (до̀йче). Германците са наричани с екзоними и в други европейски езици, като латински Germani, английски Germans, италиански tedeschi, френски Allemands, испански alemanes, португалски alemães и каталонски alemanys ( < къснолатински allemanni < старовисоконемски allaman 'букв. всички хора').

## Вариации
Една етническа група може да има множество етноними, които да имат различна степен на официално признаване или приемане от самата общност, например аборигените в Австралия, като коренно население, имат над 20 такива етнонима, като не всички от тях са официално признати и използвани.

## Промени във времето
С времето някои етноними, които отначало се считат за приемливи, започват да се възприемат като обидни. Такова – според някои – е наванието „цигани“ в български, което в днешно време често се замества с „роми" в духа на прокарваната политическа коректност и новговора
Друг пример са термините използвани за чернокожото население на САЩ. По-рано използвани термини като colored („цветнокожи", букв. „оцветени“) и negros (нѝгроус, от испански negro – „черен“) се счита, че носят негативна конотация, свързана с периода на робството и по-късно с расовата сегрегация в САЩ, и затова сега се заменят с еквиваленти като black („черни“) и African-Americans („афроамериканци“). Старите термини обаче са останали в имената на някои организации, например Националната асоциация за напредък на цветнокожите (NAACP – организация за граждански права, основана през 1909 г.) и Обединеният негърски университетски фонд (United Negro College Fund – благотворителна организация, основана през 1944 г.).
Два етнонима, често използвани днес негативно, но само преносно, са вандали и хуни от названията на отдавна изчезнали етнически групи или племенни съюзи. Варвари (от старогръцкото събирателно пренебрежително название за всички, които не били гърци βάρβαροι) също носи отрицателни конотации, без някога да е обозначавало конкретна народност. Затова не е същински етноним.